# Sokółki (Prostki)
Sokółki (deutsch Sokolken, 1938 bis 1945 Stahnken) ist ein Dorf in der polnischen Woiwodschaft Ermland-Masuren und gehört zur Landgemeinde Prostki (Prostken) im Powiat Ełcki (Kreis Lyck).

## Geographische Lage
Sokółki liegt im südlichen Osten der Woiwodschaft Ermland-Masuren, 16 Kilometer südlich der Kreisstadt Ełk (Lyck).

## Geschichte
Der nach 1785 Sokollken und bis 1938 Sokolken genannte Ort mit mehreren kleinen Höfen und Gehöften wurde im Jahre 1509 gegründet. 1874 kam das Dorf als eigenständige Landgemeinde zum neu errichteten Amtsbezirk Gorczitzen (polnisch Gorczyce), der wenige Jahre später im Amtsbezirk Borken (polnisch Borki) aufging. Er gehörte bis 1945 zum Kreis Lyck im Regierungsbezirk Gumbinnen (ab 1905: Regierungsbezirk Allenstein) in der preußischen Provinz Ostpreußen. Zu  der Landgemeinde gehörte auch der Wohnplatz Preußisch Höhe.
Im Jahre 1910 zählte Sokolken 117, im Jahre 1933 bereits 166 Einwohner. 
Aufgrund der Bestimmungen des Versailler Vertrags stimmte die Bevölkerung im Abstimmungsgebiet Allenstein, zu dem Sokolken gehörte, am 11. Juli 1920 über die weitere staatliche Zugehörigkeit zu Ostpreußen (und damit zu Deutschland) oder den Anschluss an Polen ab. In Sokolken stimmten 80 Einwohner für den Verbleib bei Ostpreußen, auf Polen entfiel keine Stimme.
Am 3. Juni (amtlich bestätigt am 16. Juli) des Jahres 1938 wurde Sokolken aus politisch-ideologischen Gründen der Abwehr fremdländisch klingender Ortsnamen in „Stahnken“ umbenannt. Die Einwohnerzahl belief sich 1939 auf 139.
In Kriegsfolge kam das Dorf 1945 mit dem gesamten südlichen Ostpreußen zu Polen und erhielt die polnische Namensform „Sokółki“. Heute ist das Dorf in das Schulzenamt (polnisch Sołectwo) Popowo (Popowen, 1938 bis 1945 Wittingen) einbezogen und ist somit eine Ortschaft im Verbund der Gmina Prostki (Prostken) im Powiat Ełcki (Kreis Lyck), bis 1998 der Woiwodschaft Suwałki, seither der Woiwodschaft Ermland-Masuren zugehörig.

## Kirche
Bis 1945 war Sokolken resp. Stahnken in die evangelische Kirche Ostrokollen (1938 bis 1945 Scharfenrade, polnisch Ostrykół) in der Kirchenprovinz Ostpreußen der Kirche der Altpreußischen Union sowie in die römisch-katholische Kirche St. Adalbert in Lyck (Ełk) im Bistum Ermland eingepfarrt.
Heute gehört Sokółki katholischerseits zur Pfarrei in Prostki (Prostken), verfügt jedoch über eine eigene Kirche als Filialkirche. Sie ist Teil des Bistums Ełk der Römisch-katholischen Kirche in Polen. Die evangelischen Einwohner halten sich zur Kirchengemeinde in der Kreisstadt Ełk (Lyck), einer Filialgemeinde der Pfarrei in Pisz (Johannisburg) in der Diözese Masuren der Evangelisch-Augsburgischen Kirche in Polen.

## Verkehr
Sokółki liegt an der Nebenstraße 1680N, die Prostki (Prostken) mit der Gmina Biała Piska (Biallen, 1938 bis 1945 Gehlenburg) bei Skarżyn (Skarzinnen, 1938 bis 1945 Richtenberg) verbindet. Außerdem enden kleinere Regionalstraßen in Sokółki. Eine Bahnanbindung besteht nicht.